# Drowned God
Drowned God: Conspiracy of the Ages è un'avventura grafica a tema fantascientifico sviluppata da Epic Multimedia Group di Brighton e pubblicata nel 1996 da Inscape. Il gioco prende ispirazione dalla teoria del complotto che sostiene che l'intera storia umana sia una falsità e che gli extraterrestri abbiano influito sull'evoluzione e sullo sviluppo umano. L'obiettivo del giocatore è scoprire la verità durante il corso del gioco, risolvendo enigmi, viaggiando in una varietà di mondi diversi e interagendo con personaggi storici e di fantasia.

## Trama

### Premesse
La trama di Drowned God ruota attorno all'idea che la storia umana sia stata manipolata con l'obiettivo di nascondere alcuni avvenimenti che cambierebbero radicalmente il modo d'osservare la razza umana. In verità, secondo il gioco, degli alieni provenienti dalla costellazione di Orione hanno geneticamente modificato l'umanità e guidato il suo sviluppo migliaia di anni fa. Un'antica civiltà molto sviluppata si estinse durante il diluvio universale. La biblioteca di Alessandria, prima che fosse distrutta, deteneva quella che lo scrittore Harry Horse chiamava «conoscenza proibita». I cavalieri templari, che includevano tra i loro membri dei luminari come Leonardo da Vinci e Isaac Newton, hanno preservato queste informazioni per secoli. Nel XX secolo, l'esperimento di Filadelfia ha aperto un passaggio per un'altra dimensione, liberando degli alieni chiamati "la Legione". Un gruppo governativo indipendente è stato in contatto con gli alieni per decenni, dopo l'incidente di Roswell.

### La storia
Il gioco inizia in una stanza contenente il Bequest Globe (traducibile in italiano come Globo Ereditato), un dispositivo appartenente al giocatore. Il Globo è un enorme cilindro d'ottone cosparso d'ingranaggi, avente di fronte il quadrante di un orologio diviso in piastre rotanti e scorrevoli comprendenti ventidue numeri romani, che rappresentano gli arcani maggiori, e la cabala ebraica al centro. Una voce dà il benvenuto al giocatore, gli dice che il Globo è un regalo e gli spiega che il suo obiettivo è scoprire il segreto del dio annegato.

## Sviluppo
Drowned God è basato su un presunto manoscritto del poeta inglese del diciannovesimo secolo Richard Henry Horne, rivelatosi un falso. Il documento, scritto nel 1983, è in realtà opera di un suo omonimo, Harry Horse. Lo scritto, originariamente abbandonato da Horse dopo aver affrontato accuse legali e ammende in seguito al tentativo di venderlo, venne riconsiderato dall'autore come possibile trama di un'avventura grafica in prima persona dopo aver giocato a Myst e The 7th Guest.
Il produttore Algy Williams incaricò una squadra di artisti multimediali e sviluppatori per aiutare Horse nella creazione di Drowned God. Il videogioco venne considerato un successo dopo la sua pubblicazione, ma la sua popolarità crollò a causa di bug presenti e una mancanza di patch correttive. Il concetto e la grafica del gioco furono lodate, mentre la giocabilità, il reparto audio e gli enigmi ricevettero alcune critiche. Un sequel del videogioco venne previsto (in quanto la trama venne definita «incompleta»), ma non fu mai realizzato.

## Accoglienza
| Testata              | Giudizio |
| -------------------- | -------- |
| Deseret News         | Mista    |
| Entertainment Weekly | C+       |
| GameSpot             | 6,2/10   |
| Just Adventure       | B+       |
| Newsweek             | Positiva |
| PC Gamer             | Mista    |
| PC Games             | B+       |
| Quandary             | 4/5      |
| Topless Robot        | Mista    |

Drowned God ha ricevuto recensioni contrastanti: molti critici che si sono complimentati con le idee e le immagini del gioco, commentando però meno favorevole l'audio, i puzzle e l'esecuzione. Il revisore di GameSpot Vince Broady ha scritto che il gioco sembrava molto promettente. Steve Ramsey di Quandary ha affermato che Drowned God presentava il suo vasto assortimento di teorie del complotto in modo divertente. Ray Ivey di Just Adventure ha definito Drowned God "il gioco di avventura più strano, inquietante e psichedelico che abbia mai incontrato". Sebbene Ivey non avesse compreso molti aspetti del gioco, lo trovò divertente, perché "aveva senso per i personaggi e i creatori del gioco".
T. Liam McDonald di PC Gamer ha scritto di essere "affascinato dal forte senso dello stile e dall'approccio intellettuale a dall'eccezionale soggetto della vicenda".  Steven Levy e Patricia King di Newsweek hanno ritenuto il gioco "riccamente dettagliato e originale". Nel 2012, Andy Hughes di Topless Robot ha collocato il gioco in cima alla sua lista di "9 sorprendenti riferimenti letterari nei videogiochi". Hughes ha scritto che il gioco era uno di quelli che poteva essere giocato dall'inizio alla fine "senza avere alcuna idea di cosa diavolo stia succedendo", notando i suoi riferimenti a un'ampia varietà di argomenti, tra cui la mitologia egizia, L'uomo dalla maschera di ferro e il Triangolo delle Bermuda.
Broady si è complimentato con la grafica, scrivendo: "Drowned God è pieno di animazioni bizzarre e colpi di scena inaspettati". Ramsey ha elogiato la grafica e l'audio, dicendo che entrambi hanno contribuito all'"atmosfera oscura e segreta" del gioco. La sua unica critica significativa è stata che il dialogo era difficile da ascoltare, data la mancanza di possibilità di visualizzarne il testo. Per quanto riguarda l'aspetto audio del gioco, Broady ha dichiarato: "La colonna sonora è meno impressionante, principalmente a causa dell'uso eccessivo: gli effetti di sottofondo si attivano senza pietà e molte delle narrazioni del gioco (che sono universalmente ben scritte e recitate) devono essere ascoltate più volte."
I puzzle, secondo Broady, erano di qualità non uniforme. Ha definito alcuni "irrimediabilmente difficili" e altri estremamente derivativi. Ramsey ha ritenuto che gli enigmi fossero impegnativi ma non eccessivamente difficili, sostenendo "in quasi tutte le occasioni ho sentito che stavo facendo progressi, e non mi sono mai sentito impantanato e irrimediabilmente perso". Gli enigmi erano, a suo giudizio, per lo più ben integrati e scoprì che quelli che non lo erano non sminuivano il suo divertimento. Ivey ha osservato: "Per gli amanti dei puzzle, Drowned God è un tesoro. [...] Questa raccolta di complicati puzzle è stimolante e spesso innovativa".
Broady ha esaminato la navigazione per essere confusa, controintuitiva e richiedere al giocatore di rivisitare le posizioni più volte. Ha concluso la sua recensione dicendo: "L'effetto finale è che la storia - che ha reso questo gioco così intrigante in primo luogo - è quasi completamente persa, e questo è un peccato". GameSpot ha considerato il gioco uno dei più deludenti del 1996 nel loro riepilogo annuale, scrivendo "la grande premessa è sepolta come i misteri dei secoli stessi sotto un mediocre clone di Myst".  Bob Strauss di Entertainment Weekly ha affermato che il gioco cercava di essere troppe cose e ha scherzato, "il risultato è un gioco così oscuro, che faresti meglio a esaminare qualcosa di più comprensibile, come le opere di Zoroastro." Anche Mark Reece e Brooke Adams di Deseret News hanno avuto sentimenti contrastanti sul gioco, definendolo sia "intelligente e profondo" che "frustrante e difficile". McDonald ha scritto di essere "frustrato dalla mancanza di un buon gioco". Hughes ha definito il ritmo del gioco e i suoi enigmi "noiosi" e "pesanti", ma ha comunque dichiarato che "aveva l'ambizione di uscire dalle orecchie geneticamente modificate".
Gli editori di CNET Gamecenter hanno nominato Drowned God per il premio "Miglior gioco di avventura" nel 1996. Hanno scritto: "Il National Enquirer incontra Myst. Per i giocatori avventurosi con un gusto per i rompicapi per mouse, non è stato molto meglio di così".